# Leptobatopsis lepida
Leptobatopsis lepida là một loài tò vò trong họ Ichneumonidae.